# Stahlhofen
Stahlhofen è un comune di 741 abitanti della Renania-Palatinato, in Germania.

Appartiene al circondario (Landkreis) Westerwaldkreis (targa WW) ed è parte della comunità amministrativa (Verbandsgemeinde) di Montabaur.